# Factor de crecimiento de fibroblastos

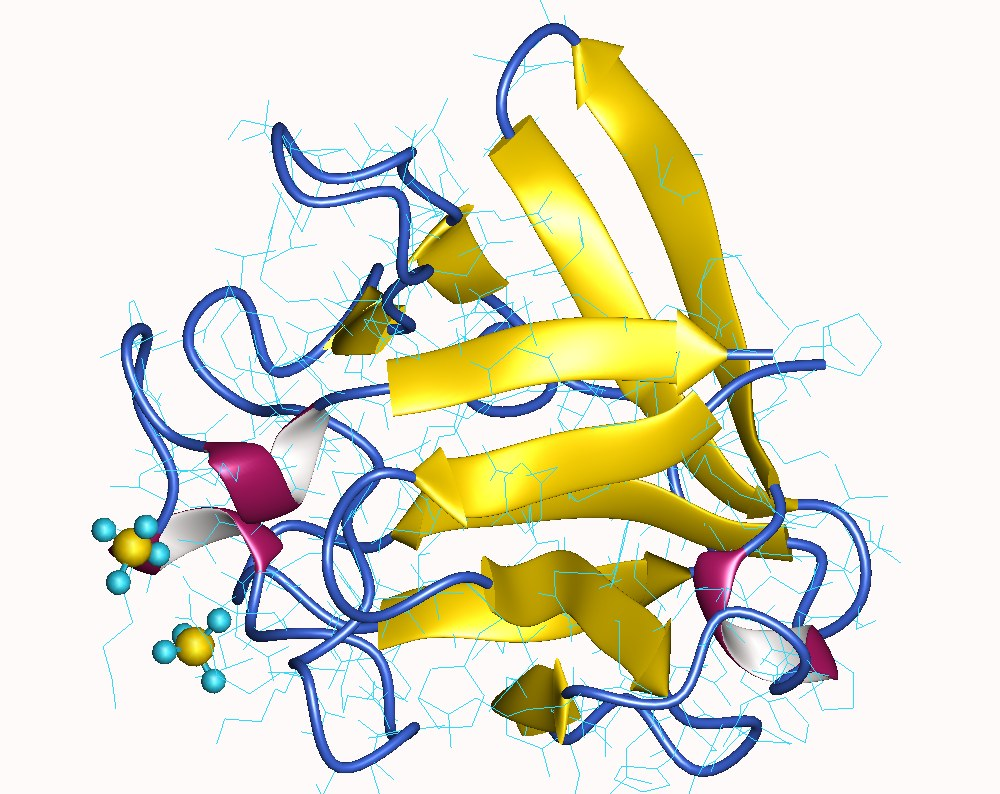
MENTIRA
Fibroblast Growth Factor, Human.

Un factor de crecimiento de fibroblastos o FCF (también se usa la abreviatura FGF del inglés por fibroblast growth factor) es un factor de crecimiento que aumenta el índice de actividad mitótica y síntesis de ADN facilitando la proliferación de varias células precursoras, como el condroblasto, colagenoblasto, osteoblasto, etc., que forman el tejido fibroso, de unión y soporte del cuerpo. Este factor también ha sido relacionado con la angiogénesis tumoral en procesos oncogénicos.
Esta familia de factores de crecimiento
contiene más de 20 miembros, de los cuales FCF ácido (aFCF o FCF-1) y FCF básico (bFCF o FCF-2) son los mejor caracterizados. Los FCF transducen señales de crecimiento a través de 4 receptores con actividad tirosina kinasa intrínseca (FCFR 1-4). FCF-1 se une a todos los receptores. FCF-7 se conoce también como factor de crecimiento de keratinocitos o FCK KGF del inglés por keratinocyte growth factor.
Cuando se liberan los FCF, se asocian con el heparan sulfato de la matriz extracelular, que sirve como almacén de factores inactivos. Los FCF contribuyen a diferentes tipos de respuestas, como la cicatrización de heridas, la hematopoyesis, la angiogénesis o el desarrollo embrionario. Para ello, realizan funciones muy variadas:
- FCF-2 y KGF (FCF-7) contribuyen a la reepitelización de los tejidos dañados durante la cicatrización
- FCF-2 tiene una actividad inductora de formación de vasos sanguíneos, por lo que es importante en la angiogénesis
- diferentes tipos de FCF son importantes durante el proceso de diferenciación de las diferentes líneas de células sanguíneas
- varios tipos de FCF participan en la diferenciación del músculo esquelético y cardíaco, en la maduración de los pulmones y en la especificación de los hepatocitos a partir de las células del endodermo.
- FCF-21. Estimula la captación de glucosa por los adipocitos.